# Eremotylus boguschi
Eremotylus boguschi är en stekelart som först beskrevs av Meyer 1935.  Eremotylus boguschi ingår i släktet Eremotylus och familjen brokparasitsteklar. Inga underarter finns listade i Catalogue of Life.